# زنده‌باد جوانی
«زنده باد جوانی» (انگلیسی: Jawani Zindabad) فیلمی هندی است که در سال ۱۹۹۰ منتشر شد. از بازیگران آن می‌توان به عامر خان، فرح، قادرخان، جاوید جعفری اشاره کرد.